# ルーメンアシドーシス
ルーメンアシドーシス（英:ruminal acidosis）とは第一胃内において乳酸あるいは揮発性脂肪酸（VFA）の異常な蓄積のために第一胃内のpHが低下した状態。第一胃アシドーシスとも呼ばれる。主要な原因は炭水化物に富む穀物、濃厚飼料、果実類などの急激な摂取である。急性例では疼痛や不安症状、下痢を呈する。慢性例では乳量および乳脂肪の低下、ケトン尿を排泄しやすいことの他に明らかな症状を示さない。第一胃内のpHが5以下となり著しい頻脈と体温低下を呈している場合では第一胃切開によって内容物を取り除き、洗浄後に健康牛の第一胃液を投与する。第一胃内を中和するために炭酸水素ナトリウムの投与、脱水、アシドーシスの補整のために等張液、ビタミンB群、アルカリ化剤を投与する。予防には飼料の急変を避ける。